# Алс-Усталетс-да-Піарола
Алс-Устале́тс-да-Піаро́ла (кат. Els Hostalets de Pierola) — муніципалітет, розташований в Автономній області Каталонія, в Іспанії. Код муніципалітету за номенклатурою Інституту статистики Каталонії — 81629. Знаходиться у районі (кумарці) Анойя (коди району — 06 та AI) провінції Барселона, згідно з новою адміністративною реформою перебуватиме у складі Центральної баґарії (округи). 

## Населення
Населення міста (у 2007 р.) становить 2.219 осіб (з них менше 14 років — 17,2%, від 15 до 64 — 70,6%, понад 65 років — 12,2%). У 2006 р. народжуваність склала 32 особи, смертність — 17 осіб, зареєстровано 20 шлюбів. У 2001 р. активне населення становило 762 особи, з них безробітних — 80 осіб.

Серед осіб, які проживали на території міста у 2001 р., 1.131 народилися в Каталонії (з них 437 осіб у тому самому районі, або кумарці), 225 осіб приїхало з інших областей Іспанії, а 98 осіб приїхало з-за кордону. 

Університетську освіту має 10,1% усього населення. 

У 2001 р. нараховувалося 545 домогосподарств (з них 22,9% складалися з однієї особи, 29,4% з двох осіб,20,7% з 3 осіб, 17,6% з 4 осіб, 5,5% з 5 осіб, 2,6% з 6 осіб, 0,9% з 7 осіб, 0,2% з 8 осіб і 0,2% з 9 і більше осіб).

Активне населення міста у 2001 р. працювало у таких сферах діяльності : у сільському господарстві — 4,7%, у промисловості — 26,8%, на будівництві — 12,2% і у сфері обслуговування — 56,3%. 

 У муніципалітеті або у власному районі (кумарці) працює 376 осіб, поза районом — 488 осіб.

### Безробіття
У 2007 р. нараховувалося 77 безробітних (у 2006 р. — 78 безробітних), з них чоловіки становили 32,5%, а жінки — 67,5%.

## Економіка

### Підприємства міста

#### Промислові підприємства
| \| Промислові підприємства міста, за сферою діяльності \| Промислові підприємства міста, за сферою діяльності \| Промислові підприємства міста, за сферою діяльності \| \| Рік \| 2002 р. \| 2001 р. \| \| --------------------------------------------------- \| --------------------------------------------------- \| --------------------------------------------------- \| \| Енергетичні та водні ресурси \| 10,7% \| 13% \| \| Хімія та метали \| 3,6% \| 4,3% \| \| Переробка металів \| 25% \| 21,7% \| \| Продукти харчування \| 10,7% \| 8,7% \| \| Текстиль \| 35,7% \| 39,1% \| \| Виробництво меблів, видання \| 7,1% \| 8,7% \| \| Інше \| 7,1% \| 4,3% \| \| Усього підприємств \| 28 \| 23 \| |         |         |
| Промислові підприємства міста, за сферою діяльності |         |         |
| Рік | 2002 р. | 2001 р. |
| Енергетичні та водні ресурси | 10,7%   | 13%     |
| Хімія та метали | 3,6%    | 4,3%    |
| Переробка металів | 25%     | 21,7%   |
| Продукти харчування | 10,7%   | 8,7%    |
| Текстиль | 35,7%   | 39,1%   |
| Виробництво меблів, видання | 7,1%    | 8,7%    |
| Інше | 7,1%    | 4,3%    |
| Усього підприємств | 28      | 23      |

#### Роздрібна торгівля
| \| Підприємства роздрібної торгівлі міста, за сферою діяльності \| Підприємства роздрібної торгівлі міста, за сферою діяльності \| Підприємства роздрібної торгівлі міста, за сферою діяльності \| \| Рік \| 2002 р. \| 2001 р. \| \| ------------------------------------------------------------ \| ------------------------------------------------------------ \| ------------------------------------------------------------ \| \| Продукти харчування \| 76,9% \| 73,3% \| \| Одяг та взуття \| 7,7% \| 6,7% \| \| Товари для дому \| 0% \| 0% \| \| Книги та періодичні видання \| 0% \| 0% \| \| Промислова хімічна продукція \| 7,7% \| 13,3% \| \| Продукція, пов'язана з транспортними засобами \| 0% \| 0% \| \| Інше \| 7,7% \| 6,7% \| \| Усього підприємств \| 13 \| 15 \| |         |         |
| Підприємства роздрібної торгівлі міста, за сферою діяльності |         |         |
| Рік | 2002 р. | 2001 р. |
| Продукти харчування | 76,9%   | 73,3%   |
| Одяг та взуття | 7,7%    | 6,7%    |
| Товари для дому | 0%      | 0%      |
| Книги та періодичні видання | 0%      | 0%      |
| Промислова хімічна продукція | 7,7%    | 13,3%   |
| Продукція, пов'язана з транспортними засобами | 0%      | 0%      |
| Інше | 7,7%    | 6,7%    |
| Усього підприємств | 13      | 15      |

#### Сфера послуг
| \| Підприємства міста, що працюють у сфері послуг, за діяльністю \| Підприємства міста, що працюють у сфері послуг, за діяльністю \| Підприємства міста, що працюють у сфері послуг, за діяльністю \| \| Рік \| 2002 р. \| 2001 р. \| \| ------------------------------------------------------------- \| ------------------------------------------------------------- \| ------------------------------------------------------------- \| \| Гуртова торгівля \| 20,9% \| 19% \| \| Готелі та готельний бізнес \| 14% \| 14,3% \| \| Транспорт та зв'язок \| 16,3% \| 19% \| \| Посередницькі фінансові послуги \| 2,3% \| 2,4% \| \| Послуги підприємствам \| 7% \| 7,1% \| \| Послуги фізичним особам \| 25,6% \| 23,8% \| \| Нерухомість та ін. \| 14% \| 14,3% \| \| Усього підприємств \| 43 \| 42 \| |         |         |
| Підприємства міста, що працюють у сфері послуг, за діяльністю |         |         |
| Рік | 2002 р. | 2001 р. |
| Гуртова торгівля | 20,9%   | 19%     |
| Готелі та готельний бізнес | 14%     | 14,3%   |
| Транспорт та зв'язок | 16,3%   | 19%     |
| Посередницькі фінансові послуги | 2,3%    | 2,4%    |
| Послуги підприємствам | 7%      | 7,1%    |
| Послуги фізичним особам | 25,6%   | 23,8%   |
| Нерухомість та ін. | 14%     | 14,3%   |
| Усього підприємств | 43      | 42      |

## Житловий фонд
У 2001 р. 4,8% усіх родин (домогосподарств) мали житло метражем до 59 м2, 28,6% — від 60 до 89 м2, 26,6% — від 90 до 119 м2 і
40% — понад 120 м2.

З усіх будівель у 2001 р. 77,5% було одноповерховими, 11,4% — двоповерховими, 10,5
% — триповерховими, 0,6% — чотириповерховими, 0% — п'ятиповерховими, 0% — шестиповерховими,
0% — семиповерховими, 0% — з вісьмома та більше поверхами.

## Автопарк
| \| Автомобілі, зареєстровані у місті, за призначенням \| Автомобілі, зареєстровані у місті, за призначенням \| Автомобілі, зареєстровані у місті, за призначенням \| \| Рік \| 2006 р. \| 2005 р. \| \| -------------------------------------------------- \| -------------------------------------------------- \| -------------------------------------------------- \| \| Приватні автомобілі \| 61,7% \| -% \| \| Мотоцикли \| 7,4% \| -% \| \| Вантажівки \| 25,2% \| -% \| \| Трактори \| 1% \| -% \| \| Автобуси та ін. \| 4,8% \| -% \| \| Усього автомобілів \| 1.720 шт. \| 0 шт. \| |           |         |
| Автомобілі, зареєстровані у місті, за призначенням |           |         |
| Рік | 2006 р.   | 2005 р. |
| Приватні автомобілі | 61,7%     | -%      |
| Мотоцикли | 7,4%      | -%      |
| Вантажівки | 25,2%     | -%      |
| Трактори | 1%        | -%      |
| Автобуси та ін. | 4,8%      | -%      |
| Усього автомобілів | 1.720 шт. | 0 шт.   |

## Вживання каталанської мови
У 2001 р. каталанську мову у місті розуміли 94,3% усього населення (у 1996 р. — 97,7%), вміли говорити нею 83,7% (у 1996 р. — 
87,7%), вміли читати 81,8% (у 1996 р. — 85,1%), вміли писати 51,5
% (у 1996 р. — 52,9%). Не розуміли каталанської мови 5,7%.

## Політичні уподобання
У виборах до Парламенту Каталонії у 2006 р. взяло участь 898 осіб (у 2003 р. — 878 осіб). Голоси за політичні сили розподілилися таким чином:
| \| Вибори до Парламенту Каталонії \| Вибори до Парламенту Каталонії \| Вибори до Парламенту Каталонії \| \| Рік \| 2006 р. \| 2003 р. \| \| -------------------------------------- \| ------------------------------ \| ------------------------------ \| \| Конвергенція та Єднання (CiU) \| 36,4% \| 37,2% \| \| Соціалістична партія Каталонії (PSC) \| 23,1% \| 24,5% \| \| Народна партія (PP) \| 6,2% \| 8% \| \| Ініціатива за зелену Каталонію (IC) \| 9,7% \| 4,8% \| \| Республіканська лівиця Каталонії (ERC) \| 20,7% \| 23,3% \| \| Громадянська партія (C's) \| 1,7% \| 0% \| \| Інші \| 2,2% \| 2,2% \| |         |         |
| Вибори до Парламенту Каталонії |         |         |
| Рік | 2006 р. | 2003 р. |
| Конвергенція та Єднання (CiU) | 36,4%   | 37,2%   |
| Соціалістична партія Каталонії (PSC) | 23,1%   | 24,5%   |
| Народна партія (PP) | 6,2%    | 8%      |
| Ініціатива за зелену Каталонію (IC) | 9,7%    | 4,8%    |
| Республіканська лівиця Каталонії (ERC) | 20,7%   | 23,3%   |
| Громадянська партія (C's) | 1,7%    | 0%      |
| Інші | 2,2%    | 2,2%    |

У муніципальних виборах у 2007 р. взяло участь 1.115 осіб (у 2003 р. — 979 осіб). Голоси за політичні сили розподілилися таким чином:
| \| Муніципальні вибори \| Муніципальні вибори \| Муніципальні вибори \| \| Рік \| 2007 р. \| 2003 р. \| \| -------------------------------------- \| ------------------- \| ------------------- \| \| Конвергенція та Єднання (CiU) \| 24,5% \| 9,4% \| \| Соціалістична партія Каталонії (PSC) \| 41,7% \| 59,2% \| \| Народна партія (PP) \| 1,3% \| 0% \| \| Ініціатива за зелену Каталонію (IC) \| 0% \| 0% \| \| Республіканська лівиця Каталонії (ERC) \| 27,9% \| 31,4% \| \| Громадянська партія (C's) \| 0% \| 0% \| \| Інші \| 4,7% \| 0% \| |         |         |
| Муніципальні вибори |         |         |
| Рік | 2007 р. | 2003 р. |
| Конвергенція та Єднання (CiU) | 24,5%   | 9,4%    |
| Соціалістична партія Каталонії (PSC) | 41,7%   | 59,2%   |
| Народна партія (PP) | 1,3%    | 0%      |
| Ініціатива за зелену Каталонію (IC) | 0%      | 0%      |
| Республіканська лівиця Каталонії (ERC) | 27,9%   | 31,4%   |
| Громадянська партія (C's) | 0%      | 0%      |
| Інші | 4,7%    | 0%      |